# Joyaux de l'empire du Brésil

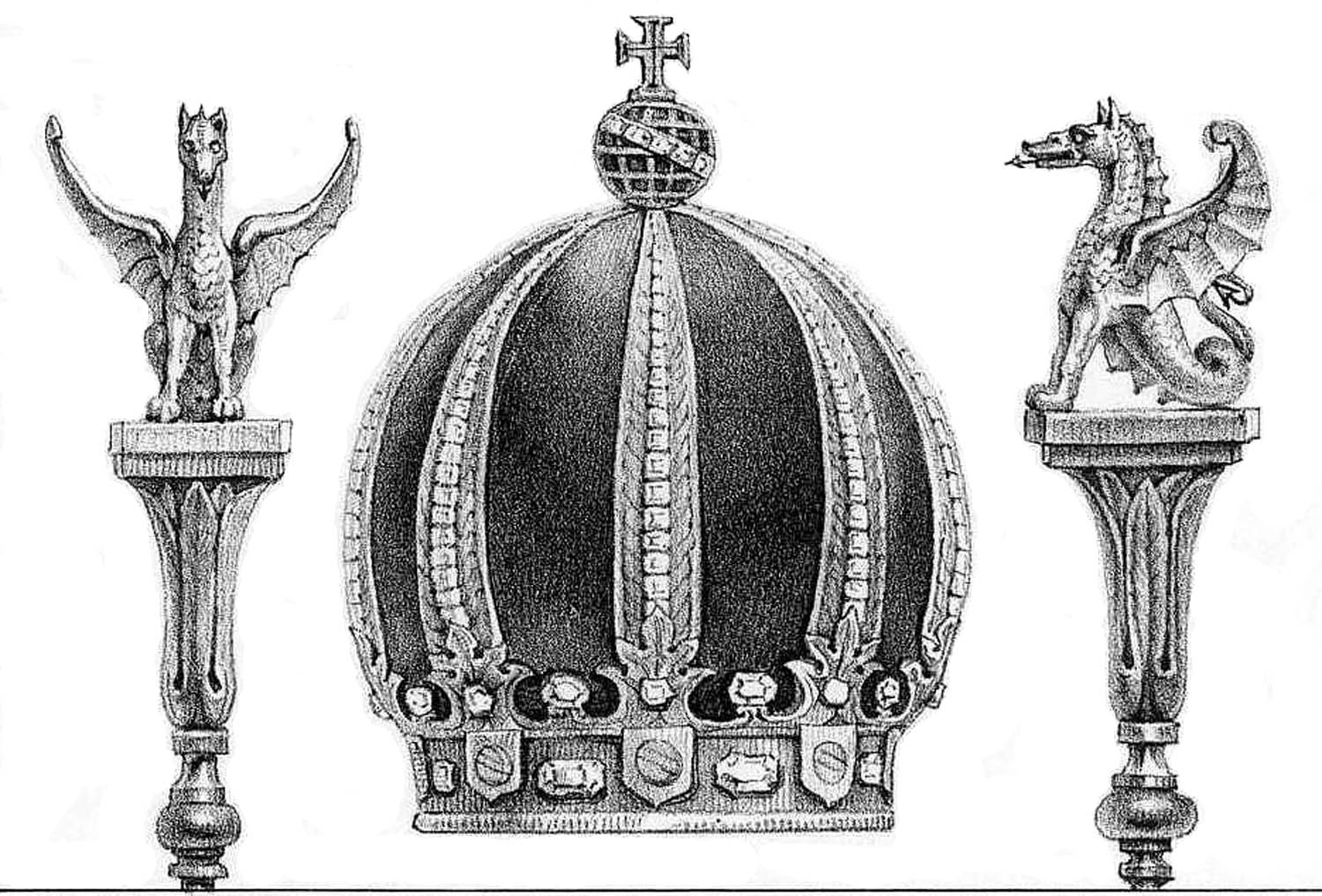
Dessin de la couronne de Pierre Ier et du sceptre impérial, par Jean-Baptiste Debret (1839).

Les joyaux de l'empire du Brésil désignent un ensemble d'insignes et d'ornements utilisés par les monarques de l'empire du Brésil lors des cérémonies de couronnement ou d'occasions officielles. Ces divers objets, reflétant la dignité des empereurs, étaient représentés dans l'iconographie impériale et codifiés dans les divers rituels monarchiques. Ils sont aujourd'hui visibles au musée impérial du Brésil à Petrópolis.

## Composants principaux

### Couronnes

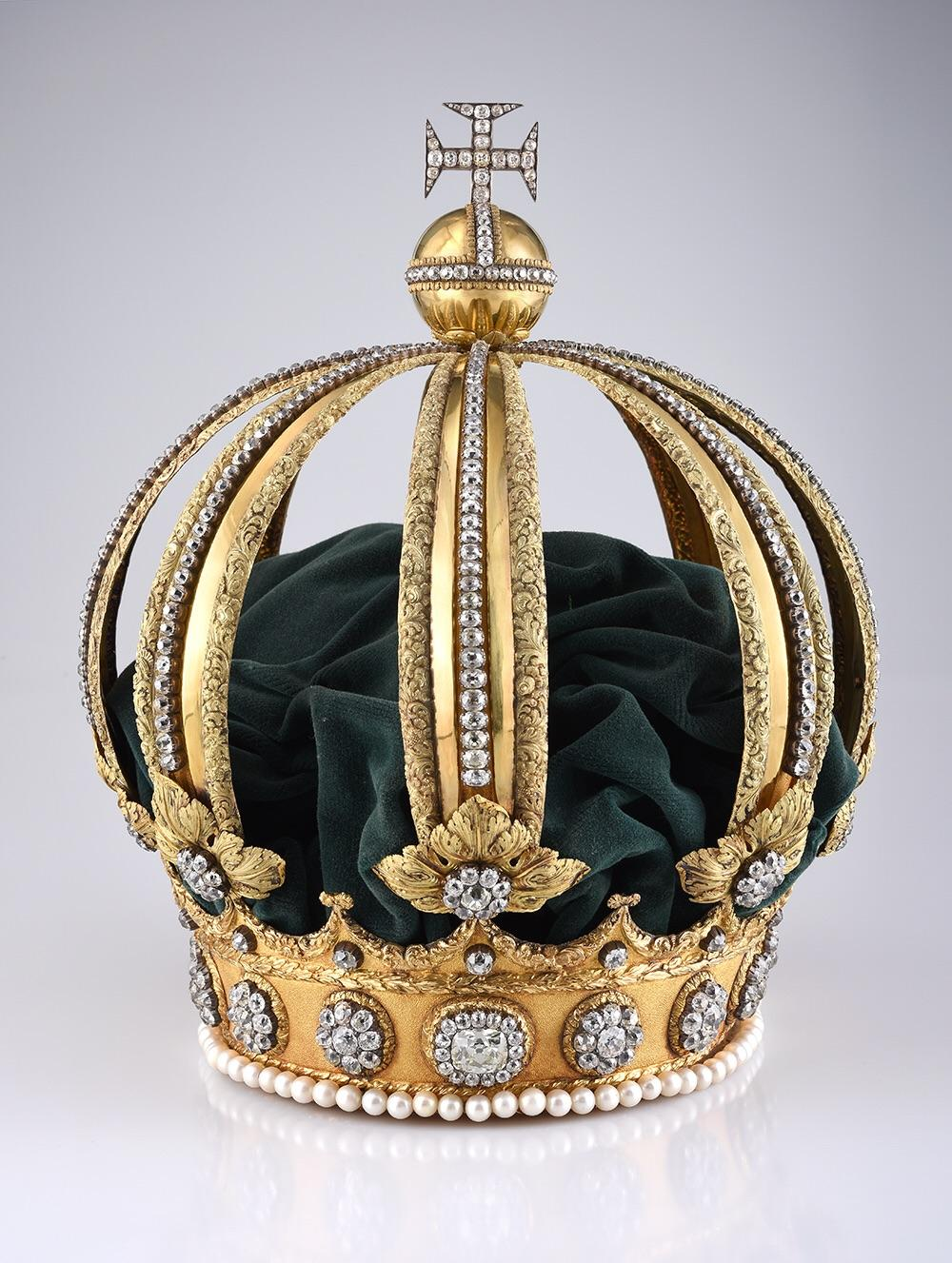
Couronne de Pierre II.

Fabriquée en 1822 pour le couronnement de Pierre Ier par l'orfèvre Manuel Inácio de Loiola, la couronne de Pierre Ier se conçoit presque comme un inverse de la couronne royale du Portugal. La structure en or massif était ornée de 639 diamants et décorée de multiples éléments végétaux et d'armoiries impériales gravées. Son sommet est garni d'une sphère armillaire surmontée d'une croix pattée. Vidée de ses joyaux lors de la création de la couronne de Pierre II en 1841, sa dernière utilisation remonte au rapatriement de la dépouille de l'empereur Pierre Ier en 1972.
Réalisée par l'orfèvre Carlos Martin en 1841, la couronne de Pierre II est le symbole par excellence du pouvoir impérial brésilien. De forme plus classique que celle de son père, elle est composée d'une structure en or massif sur laquelle sont montés 639 diamants (retirés de l'ancienne couronne) et 77 perles, est doublée de velours vert matelassé de satin blanc et est surmontée d'un orbe crucigère. Utilisée tout au long du règne de Pierre II lors des occasions officielles, elle sera retrouvée en 1906 par le gouvernement républicain qui l'achètera pourtant légalement aux descendants de l'ancien empereur.

### Sceptre

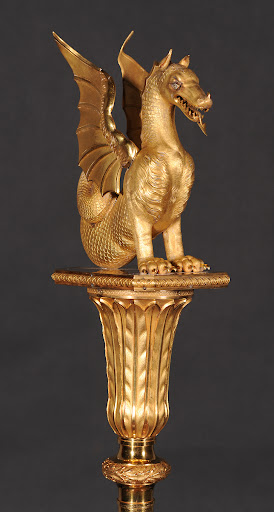
Sceptre impérial du Brésil.

Mesurant plus de 2 mètres, le sceptre impérial du Brésil a été utilisée par les deux empereurs. Il est formé d'une longue poignée creuse en laiton plaqué or, ornée aux extrémitiés d'un décor végétal en or gravé à motif de feuilles de chêne et de gland. Le chapiteau, en forme de cloche inversée, figure des feuilles stylisées et supporte un plaque rectangulaire aux angles adoucis. Au sommet, une vouivre (symbole de la maison de Bragance) en or figure queue vers le haut, bouche ouverte, langue fourchue et possède des yeux fait de diamants (incrustés en 1841 pour le couronnement de Pierre II).
Fabriqué en 1822 à l'occasion du couronnement de Pierre Ier par l'orfèvre brésilien Manuel Inácio de Loiola sous la direction de Inácio Luís da Costa, le sceptre ne servait que pour les occasions officielles importantes (couronnements et discours du trône). Il était perçu comme l'extension du bras souverain, une aide à l'exécution de la Justice et du gouvernement. Entre 1889 et 1943, il est conservé dans les coffres du Trésor National avant de rejoindre le Musée impérial du Brésil, d'où il n'a plus bougé depuis.

### Costume impérial
Le costume impérial du Brésil, parfois appelé « Costume majestueux », est l'ensemble de vêtements portés par les empereur du Brésil lors des occasions officielles. Plus que de simples accessoires de beauté ou d'élégance, chaque élément avait une portée symbolique forte pour ceux qui savaient les décoder. Cherchant à se frayer une place parmi les grandes monarchies européennes, le nouvel empire du Brésil voulut s'approprier avec originalité les symboles du pouvoir monarchique. Ainsi, chaque vêtement fut spécialement créé pour les couronnements impériaux par des artisans brésiliens et fut utilisée durant toute la durée du règne.
Lors des couronnements et des discours du Trône, les empereurs portèrent un costume fait pour l'occasion. Ce costume fut pensé comme celui d'un chevalier de la Renaissance porté lors de cérémonie de cour. Richement décoré de soie, de velours, de satin, de dentelles et de brocart, le costume comportait une veste descendant au genoux, des collants, des souliers, des gants, une fraise, un jabot, un chapeau ainsi que d'autres éléments qui seront détaillés par la suite. Toutes ces décorations contrastait avec les uniformes militaires de Pierre Ier (qui fut d'ailleurs couronné avec des bottes à éperons) et avec la simplicité vestimentaire de Pierre II dans la vie quotidienne. La veste de satin et le chapeau de Pierre II sont décorés de motifs de feuilles de chêne et de glands (reprenant ainsi des décors déjà utilisé par l'empereur François Ier d'Autriche, grand-père maternel du jeune monarque). Le costume suscita l'admiration tant pour son élégance, pour la qualité de ses matériaux que pour son symbolisme éloquent.
Sous Pierre Ier, le manteau  impérial avait la forme d'un poncho. Sa confection a été confiée à des dames de la noblesse (pt) qui le réalisèrent en un mois. L'allure du vêtement tranchait volontairement beaucoup avec les manteaux royaux habituels des monarchies européennes. Ainsi, à la place des teintes bleues ou rouges et des bordures d'hermine, le manteau est fait de velours vert foncé doublé de satin jaune à l'intérieur (rappelant les couleurs nationales, celles de « l'éternel printemps du Brésil »). Sur ces bordures, il arbore des frises filée d'or figurant des branches de cacao et de tabac tandis que l'intérieur arbore des motifs de vouivre (symbole de la maison de Bragance), de sphère armillaire (symbole des armoiries impériales) et des étoiles (symbole du nouvel Empire). Refait à l'occasion du couronnement de Pierre II, le poncho devint une cape de 3,05 mètres de long sur 1,93 de large bordée de feuilles de chêne, de glands et du chiffre impérial (rappelant pour certains les manteaux royaux du XVIIe siècle).
Un autre élément du costume impérial est intéressant à noter pour souligner l'originalité de cet empire tropical. En effet, en plus de tous les objets déjà cité, les empereur du Brésil portaient lors des cérémonies officielles une pélerine en plumes qui rappelait les modèles des chefs indigènes (et qui fait office de pallium lors du couronnement). Le premier modèle, celui utilisé par Pierre Ier, était fait en plume de coqs de roche et aurait été commandé par à marchand à des indiens Tiriyó avant d'être offert comme cadeau à l'empereur. Pour Pierre II, une nouvelle pélerine fut réalisée en plume de pointrine de toucan.
|                                |
| Costume impérial de Pierre II. |

|                             |
| Manteau impérial du Brésil. |

|                                          |
| Pélerine en plume de poitrine de toucan. |

### Trône

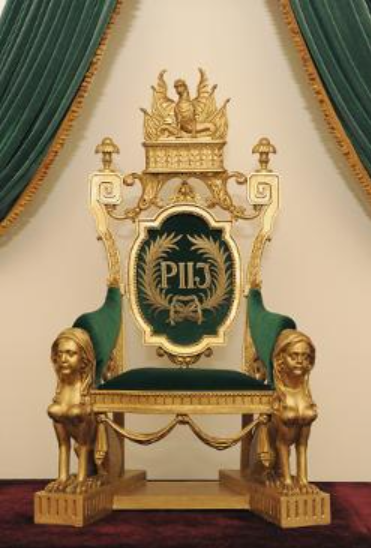
Trône de Pierre II.

Mesurant 1,75 mètre de hauteur pour 1,04 de longueur et 0,66 de largeur, le trône de Pierre II est fait d'une structure en bois sculpté rehaussée de feuille d'or. Le siège, les accoudoirs et le dossier sont tendus de velours vert foncé et, dans le cas de dossier, cousu de fil d'argent pour former le monogramme royal « P.II.I » (pour « Pedro II Imperador ») entouré de deux branches de palmier liée. L'avant des accoudoirs est orné de sphynges dont les ailes forment les côtés du trône. Surplombant le tout, la vouivre des Bragance entourée de bannières est soutenue par un décor de volute et de feuille d'acanthe au-dessus du dossier. Exposée sous un dais vert foncé au Musée impérial, le trône a du être restauré en 2013 pour réparer une altération des tissus. Un autre exemplaire du trône, dégarni du monogramme impérial, était situé dans le bâtiment abritant le Sénat impérial et servait lors des discours du Trône.

### Plume de l'abolition

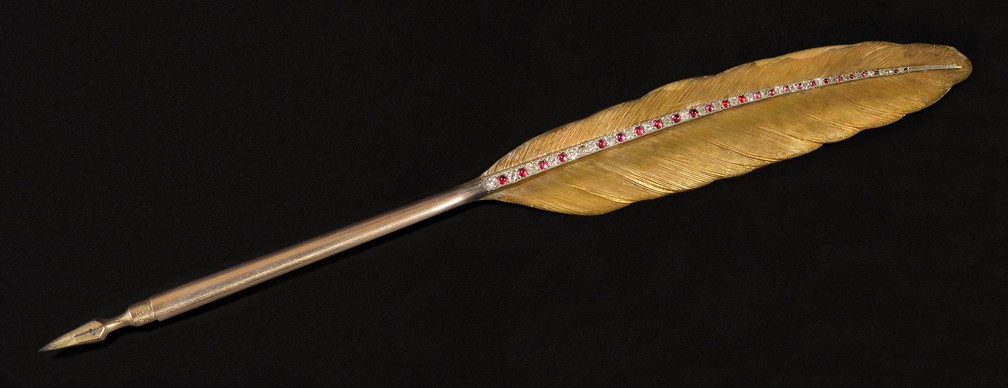
Plume de l'abolition.

La plume de l'abolition est la plume avec laquelle la princesse impériale Isabelle a été signée la Loi d'or en 1888, mettant ainsi fin à la légalité de l'esclavage au Brésil. Financée par la population quand il a été su que le projet serait adopté par l'Assemblée générale, elle est entièrement faite en or 18 carats et ornée de 27 diamants et 25 rubis. Comme accompagnement, un écrin précieux portait l'inscription « A Dona Isabel, a Redentora, o povo agradecido » (À Dona Isabelle, la Rédemptrice, le peuple reconnaissant) avec le numéro 3353 (le numéro de la loi impériale). Cette plume n'a servi qu'une seule fois, pour signer effectivement la Loi d'or au Palais impérial. Restée possession de la famille de Bragance jusqu'en 2006, elle a finalement été vendue au Musée impérial du Brésil de Petrópolis pour 500,000 réals.

## Usage

### Couronnement
Dans l'empire du Brésil, la cérémonie de couronnement se déroulait selon la liturgie catholique, religion officielle du régime. Cependant et bien qu'étant chargé d'une symbolique très forte, l'héritier présomptif devenait empereur à la mort ou à l'abdication de son prédécesseur, sauf dans le cas où il n'a pas encore atteint la majorité de 18 ans requise (celle-ci fut cependant abaissée à 14 ans pour l'empereur Pierre II). Lors de la cérémonie de couronnement, l'utilisation des regalia peut se diviser en trois parties : l'habillement, le couronnement stricto sensu et enfin, la remise des insignes impériaux.

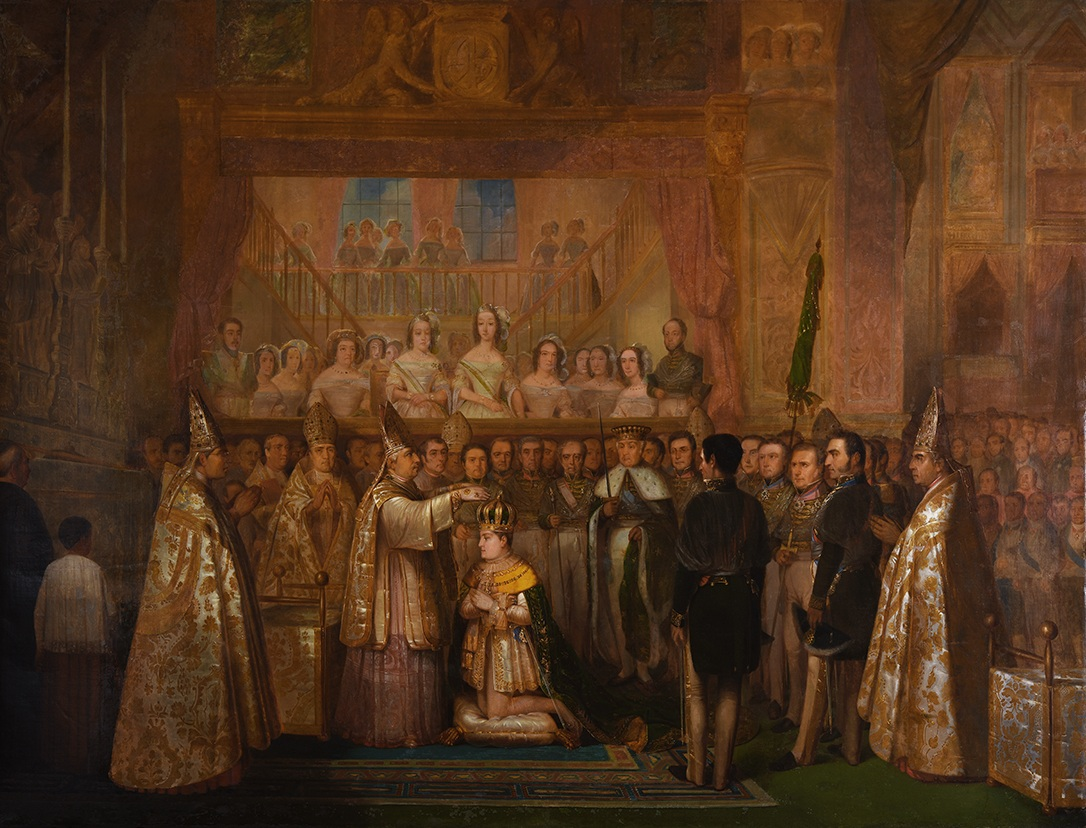
Couronnement de Pierre II, par François-René Moreaux (1842).

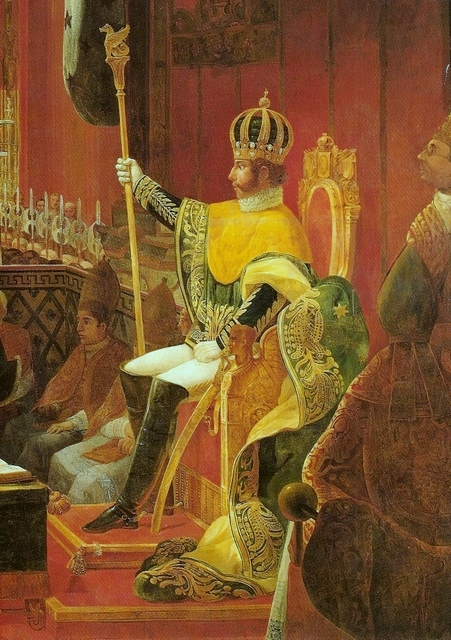
Détail du Couronnement de Pierre Ier, par Jean-Baptiste Debret (1828).

Concernant l'habillement, celui-ci se déroule après l'onction de l'empereur. D'abord revêtu de la veste, de la ceinture, des colliers des ordres de chevalerie et des chaussures par des officiers publics, l'évêque officiant aidé par le grand chambellan le revêt du manteau impérial puis du pallium en plume. Une fois habillé, l'empereur se dirige vers le trône dont la traîne est soutenue par le grand chambellan. Arrivé sous le dais, il ne s'asseoit pas sur le trône mais s'agenouille sur un prie-Dieu et est entouré de deux chapelains pour entendre la messe.
Après la lecture de l'Épitre et le chant du graduel, la liturgie classique de la messe s'interrompt pour laisser place à l'investiture avec l'épée impériale puis au couronnement stricto sensu. Alors qu'il est toujours à genoux, l'empereur est entouré par des évêques pendant que le prélat officiant se rend à l'autel pour prendre la couronne impériale. L'empereur est respectueusement couronné au nom de la sainte Trinité tandis que tous les évêques posent leurs mains sur le sommet de la couronne et qu'est prononcée la formule liturgique Accipe coronam imperii, quae, licet ab indignis, Episcoporum tamen manibus capiti tuo imponitur (Recevez la couronne de l'Empire, qui par les mains de nous évêques pourtant indignes, est imposée sur votre tête). L'empereur est alors signé par le prélat officiant pour une bénédiction. Une fois cela fait, les évêques retirent leurs mains de la couronne.
La remise des autres regalia se déroule dans le silence, car ils ne sont prescrit pas aucun rite de la liturgie catholique. Amené par un diacre depuis l'autel, chaque objet est donné à l'empereur agenouillé par le prélat officiant. L'empereur est d'abord revêtu des gants, puis de l'anneau impérial à l'annulaire de la main droite (représentant l'union entre le souverain et l'État). On lui donne ensuite l'orbe impérial (qu'il porte pendant quelques instant avant de le remettre au ministre des Affaires étrangères) puis la main de justice (qu'il remet au ministre de la Justice). Ensuite, avant de lui remettre le sceptre impérial, le prélat officiant récite la formule Accipe virgam virtutis, ac veritatis, qua intelligas te obnoxium mulcere pios, terrere reprobos, errantes viam docere, lapsis manum porrigere, disperdere superbos, et revelare humiles... (Recevez le bâton de vertu et de vérité, et comprenez qu'avec vous devez encouragez les pieux et intimider les dépravés, guider les égarés, tendre une main aux déchus, réprimer l'orgueil et relever les humbles). Enfin, l'empereur se relève, enlève l'épée dans son fourreau de sa taille et la remet au ministre de la Guerre. Accompagné de ses ministres portant les regalia, l'empereur commence la cérémonie d'intronisation.

### Discours du Trône

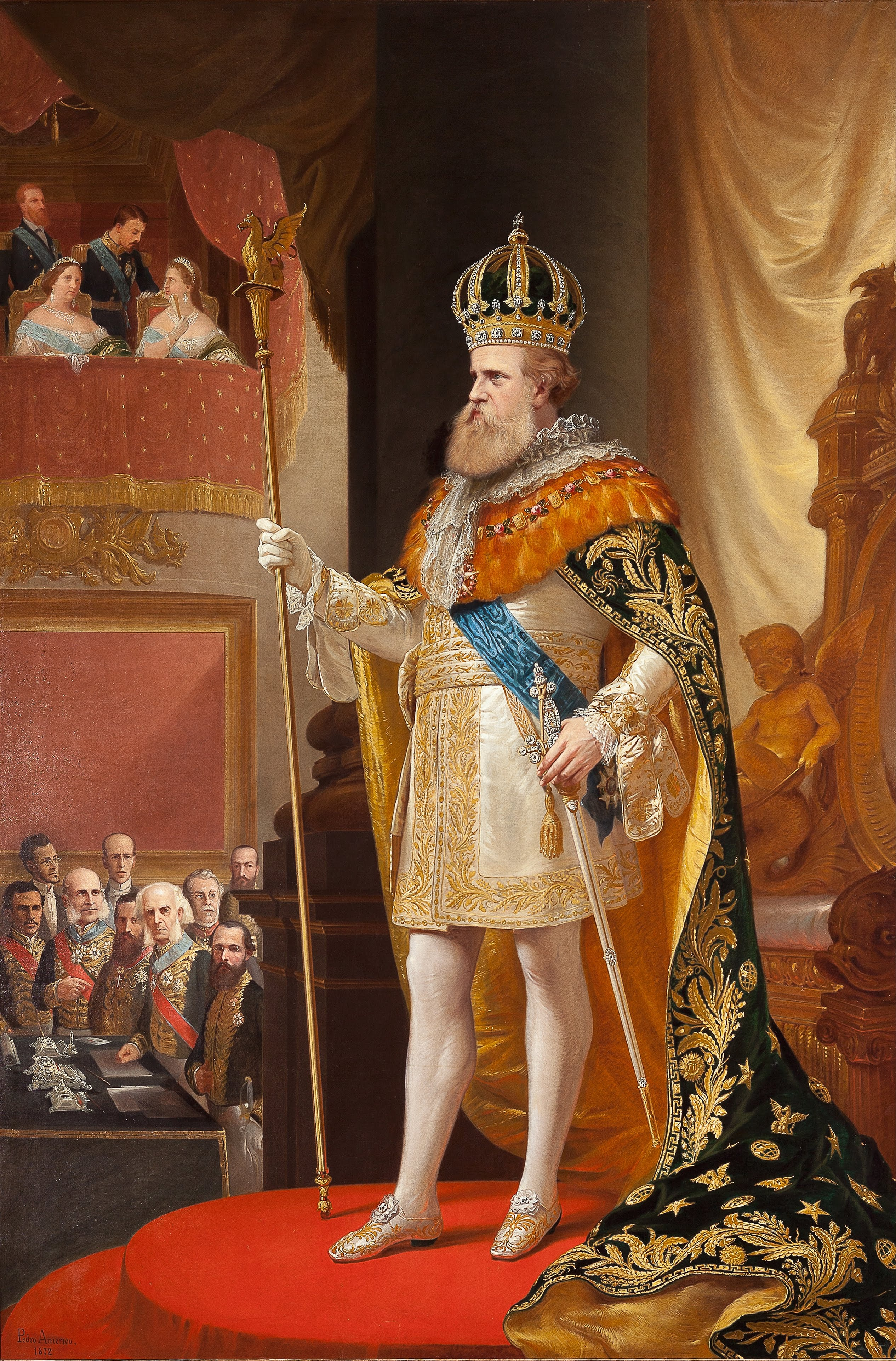
Le Discours du Trône par Pedro Américo (1872).

Présente dans de nombreuses monarchie, le discours du Trône était au Brésil impérial une cérémonie se déroulant deux fois dans l'année, lors de l'ouverture et de la clôture de l'Assemblée général (le Parlement impérial brésilien). Revêtu de tous les attributs impériaux, l'empereur se rendait alors au Palácio do Conde dos Arcos (pt), siège du Sénat impérial, pour discourir sur les difficultés traversées durant l'année et sur les problèmes considérés comme prioritaires. Ces cérémonies étaient considérées comme partie intégrante du rôle de l'empereur, qui exerçait alors pleinement son pouvoir modérateur.